# Juliane Honisch

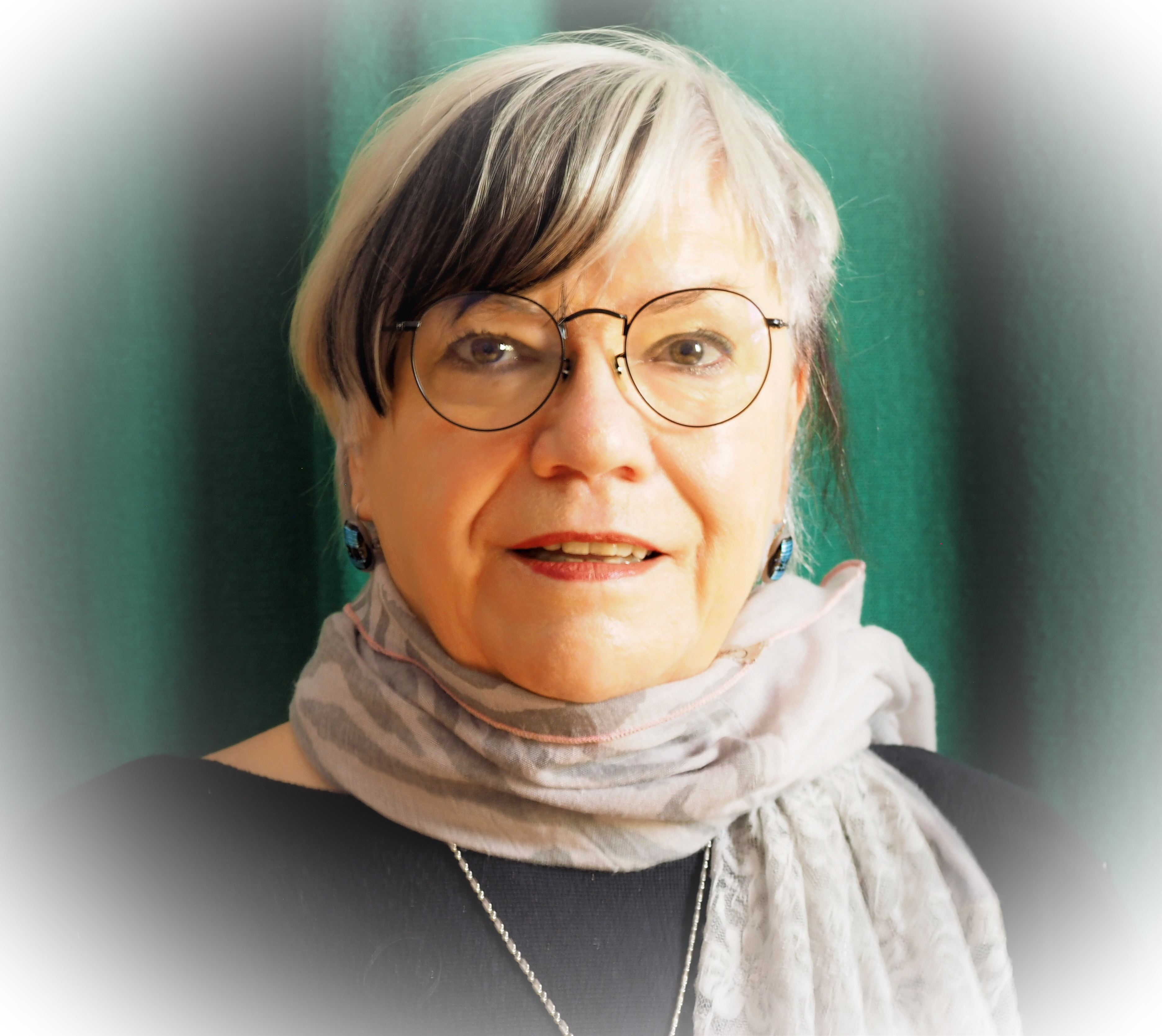
Ju Honisch 2022

Juliane Honisch (* in Berlin) ist eine deutsche Schriftstellerin und Liedermacherin. Ju Honisch lautet der Autorenname, unter dem sie publiziert.

## Leben
Juliane „Ju“ Honisch wuchs in München auf, wo sie auch ihr Studium der Anglistik und Geschichte absolvierte. Von Jugend an sang sie in Chören, und schon in der Schule begann sie, irische und schottische Musik zu machen. Ein längerer beruflicher Aufenthalt in Irland festigte ihre Liebe zur Musik der keltischen Länder. Danach musizierte sie sowohl solo als auch in verschiedenen Bands. Sie spielt Gitarre und verschiedene Arten von irischen Flöten.
Schon während ihrer Schulzeit entstanden ihre ersten Romane und Gedichte. Sie schrieb über 200 Lieder, von denen einige auf Compilations aus Deutschland, England, Kanada und Amerika vertreten sind. Auch gibt es 3 CDs, die sie zusammen mit ihrer Duo-Partnerin produziert hat.
Anfang der 1990er-Jahre entdeckte Ju Honisch Filk (Singer/Sonwriter Lieder zu Themen der Phantastik) und betätigt sich seitdem auch in dieser Sparte als Sängerin und Songwriterin. Sie wurde bereits mehrfach für den amerikanischen Pegasus Award nominiert und gewann diesen in den Jahren 2010 und 2018 in der Kategorie „Best Song“ sowie 2017 in der Kategorie „Best Writer/Composer“.
Im Jahr 2000 begann sie dann mit der Arbeit an ihrem ersten Roman Das Obsidianherz, der zuerst auf Englisch geschrieben und erst später von der Autorin selber ins Deutsche übersetzt wurde. Für ihr Erstlingswerk erhielt sie 2009 den „Deutschen Phantastik Preis“ in der Kategorie „Bestes deutschsprachiges Romandebüt“. Die weiteren Bände dieser Reihe schließen sich lose an den ersten Roman an.
Sie lebt mit ihrem Mann in Hessen.

## Werke

### Bücher
- 2007 – Bisse (Kurzgeschichtensammlung), Erstauflage: Hexentorverlag 2008 (Danach Hockebooks Verlag - E-book)
  - Neuauflage 2021
- 2008 – Das Obsidianherz (Roman), Feder & Schwert Verlag (Danach Verlag Droemer Knaur - E-book)
- 2009 – Salzträume (Roman), Band 1, Feder & Schwert Verlag (Danach Verlag Droemer Knaur - E-book)
- 2009 – Salzträume (Roman), Band 2, Feder & Schwert Verlag (Danach Verlag Droemer Knaur - E-book)
- 2010 – Jenseits des Karussells (Roman), Feder & Schwert Verlag (Danach Verlag Droemer Knaur - E-book)
- 2013 – Schwingen aus Stein (Roman), Feder & Schwert Verlag (Danach Verlag Droemer Knaur - E-book)
- 2013 – Die Quellen der Malicorn (Roman), Erstveröffentlichung: Heyne Verlag - Neuauflage 2024
- 2017 – Seelenspalter (Roman - Serie: Geheimnisse der Klingenwelt, Bd. 1),  Verlag Droemer Knaur
- 2018 – Blutfelsen (Roman - Serie: Geheimnisse der Klingenwelt, Bd. 2), Erstveröffentlichung Droemer Knaur
- 2024 – Sturmkrallen (Roman - Serie: Geheimnisse der Klingenwelt, Bd. 3)
- 2018 – Machtschattenspiele (Kurzgeschichtensammlung), Verlag Edition Roter Drache
- 2020 – Elgar Eisbär und die Zivilisation, Verlag Edition Roter Drache
- 2023 – Gefangene des Panthers, Teil 1 - Verräterinnen
- 2023 – Gefangene des Panthers, Teil 2 - Monden-Feinde
- 2021 – Weltendiebe
- 2024 – Weltendiebe, Teil 1 - Invasoren
- 2024 – Weltendiebe, Teil 2 - Verschleppt
- 2025 – Schlange des Bösen, Teil 1 - Die Studentin, Verlag Torsten Low
- 2025 – Schlange des Bösen, Teil 2 - Chimären, Verlag Torsten Low

### Auf Englisch
- 2021 – Obsidian Secrets (Novel) - Steam Age Quest Series, Amazon KDP
- 2021 – Dreams of Salt, Vol. 1  (Novel) - Steam Age Quest Series, Amazon KDP
- 2021 – Dreams of Salt, Vol. 2 (Novel) - Steam Age Quest Series, Amazon KDP
- 2021 – Beyond the Merry-Go-Round (Novel) - Steam Age Quest Series, Amazon KDP
- 2021 – Wings of Stone (Novel) - Steam Age Quest Series, Amazon KDP
- 2022 – Call it a Knight (Short story compilation) - Stories with a Twist Series, Amazon KDP
- 2024 – World Raiders, Part 1: Invaders (Novel), Amazon KDP
- 2024 – World Raiders, Part 2: Abductors (Novel), Amazon KDP
- 2025 – Serpent of Malice  (Novel) - Steam Age Quest Series, Amazon KDP

### Kurzgeschichten
- 2008 – 90-60-90 in: Der Arsch auf dem Sessel (Böse-Chef-Geschichten), Hrsg. Margit Schönberger, Diana TB Verlag (Random House)
- 2008 – Voll schlank in: Ich werde nie mehr auseinandergehen (Böse-Diät-Geschichten), Hrsg. Margit Schönberger, Diana TB Verlag (Random House),
- 2010 – Ein Menu aus Salzträume in: Die Köche – Biss zum Mittagessen, Ulrich Burger Verlag, Homburg
- 2011 – Innovationen in: Geheimnisvolle Geschichten 2 – Steampunk, Verlag Saphir im Stahl, Bickenbach
- 2012 – Schöne Aussicht in: Geheimnisvolle Bibliotheken, Verlag Torsten Low, Meitingen OT Erlingen
- 2012 – An dunklen Orten in: Invasion der Gnurks, Phantastische Bibliothek Wetzlar, Wetzlar
- 2013 – Nicht tot in: Dark Crime Anthologie, Geisterspiegel/Romantruhe
- 2014 – Im Bilde in: Exotische Welten, O’Connell Press, Weingarten
- 2014 – Aschenputtel in: Wahre Märchen 2: Elf klassische Märchen in neuem Gewand, Feder & Schwert, Mannheim
- 2014 – Im Bilde in: Exotische Welten, O’Connell Press, Weingarten
- 2014 – Aschenputtel in: Wahre Märchen II, Feder & Schwert, Mannheim
- 2016 – KrüppelTec in: Der gläserne Mensch, Anthologie ElsterCon 2016
- 2017 – A Matter of Perspective in: Andromeda SF Magazin 155
- 2017 – The Summit in: Andromeda SF Magazin 156
- 2017 – Die Gläubigen in: Das Dimensionstor, Amrûn Verlag
- 2017 – Tschondos Erwachen in: FaRKTrek - Episode 1 - Das Erwachen der legenden, Papierverzehrer Verlag
- 2018 – Exkrementator in: Die Hilfskräfte, Amrûn Verlag
- 2018 – Der Besondere in: Boschs Vermächtnis - Geschichten aus dem Garten der Lüste, Edition Roter Drache
- 2018 – Ins Blaue in: Von Fuchsgeistern und Wunderlampen: Eine märchenhafte Anthologie, Drachenmond Verlag
- 2018 – Die Prophezeiung in: Funtastik Sammlung lustiger Geschichten aus Science Fiction und Fantasy, Leseratten Verlag
- 2019 – Kein Netz in: FaRK-Chronicles -  Lost Places, Edition Roter Drache
- 2020 – Lava in: Drachenmär - Die Anthologie aus dem Drachenzirkel, Hrsg. Dominik Schmeller, Drachenzirkel
- 2020 – Juchheißa nach Amerika, dir Deutschland Gute Nacht in: Fantastisches Deutschland - Hessen, UBV Verlag
- 2020 – Sammler in: Blutige Welten, Leserattenverlag
- 2021 – Pilze in: Wir sind die Bunten. Erlebnisse auf dem Festival-Mediaval, Acabus Verlag
- 2021 – Kaffeeorakel in: Kleine Köstlichkeiten zum Kaffee, Verlag Machwerke
- 2021 – Die Gräfin in: Das Cadvendarium, Lysandra Books Verlag
- 2022 – Hüttenzauber in: Met-Magie - Der Trunk der Götter, Barden und Bauern, Acabus Verlag
- 2023 – Winterende in: Das zweite Phantastikum -  Creepy Creatures Reviews
- 2023 – Kein Grund zur Besorgnis in: New Dodge, Leserattenverlag

### Hörbücher
- 2025 - Elgar Eisbär und die Zivilisation

### CDs
- 1998 – Witch Way to Reality
- 2004 – IV – A View to a Filk
- 2012 – Shadow Horses

## Auszeichnungen
- Deutscher Phantastik Preis 2009 – Bester Debütroman: Ju Honisch: Das Obsidianherz
- SERAPH 2014 – Bester phantastischer Roman: Ju Honisch: Schwingen aus Stein
- Der BuCon-Ehrenpreis 2024 für das Lebenswerk 2024
- Außerdem endnominiert für den Deutschen Phantastik Preis für „Jenseits des Karussells“
- Endnominiert für den Seraph für „Gefangene des Panthers“ und „Weltendiebe“